# Entelodon
Entelodon is een geslacht van uitgestorven evenhoevigen uit de familie Entelodontidae.

## Kenmerken
Entelodon had een massief lichaam, een korte, sterke nek en een grote, lange, brede en platte schedel, die een meter lang kon zijn. Het jukbeen was vergroot. Het gebit had de complete oorspronkelijke tandformule van de Eutheria en was meer vergelijkbaar met dat van primitieve Condylarthra, zoals de Mesonychia. De tandformule is 3-1-7 / 3-1-7, waarbij de eenvoudige, conische premolaren zich niet onderscheiden van kiezen. De taps toelopende en zijdelings afgeplatte tanden waren goed voor het doorbijten van botten. De slijtage van de hoektanden laat zien dat deze sterk belast werden en niet hoofdzakelijk werden gebruikt om indruk te maken op andere soortgenoten, zoals bij varkens en nijlpaarden. De dieren waren waarschijnlijk alleseters, die geen aas lieten liggen en af en toe actief jaagden.
De thoracale wervels hadden lange doornuitsteeksels en de staart was kort. De voorpoten waren sterker dan de achterpoten en de onderste botten van de poten, zoals het scheenbeen, en de hand waren veel korter dan de botten dichter bij het lichaam, zoals het dijbeen. Dat betekent dat Entelodon waarschijnlijk geen goede hardloper was met een groot uithoudingsvermogen. In tegenstelling tot de Anthracotheriidae had Entelodon slechts twee tenen.

## Classificatie
Entelodon wordt geplaatst in de familie Entelodontidae. Entelodon verschilt morfologisch nauwelijks van het nauw verwante Noord-Amerikaanse Archaeotherium.
- E. magnus Aymard, 1846
- E. ronzonii Aymard, 1846
- E. aymardi (Pomel, 1853)
- E. verdeaui (Delfortrie, 1874)
- E. antiquus Repelin, 1919
- E. dirus Matthew & Granger, 1923
- E. gobiensis (Trofimov, 1952)